# Asteron biperforatum
Asteron biperforatum är en spindelart som beskrevs av Rudy Jocqué och Baehr 200. Asteron biperforatum ingår i släktet Asteron och familjen Zodariidae.
Artens utbredningsområde är Queensland. Inga underarter finns listade.